# 幸田成友
幸田 成友（こうだ しげとも、1873年〈明治6年〉3月9日 - 1954年〈昭和29年〉5月15日）は、日本の歴史学者、書誌研究者。

## 経歴
東京市神田山本町（現・外神田）で幸田成延の子として生まれる。幸田成行（露伴）・郡司成忠は兄、幸田延は姉、安藤幸は妹である。東京師範学校附属小学校、東京府中学校、共立学校、順天求合社、第一高等中学校文科を経て、1896年に帝国大学文科大学史学科を卒業し、同大学院に入学。ルートヴィヒ・リース講師に師事。1901年から1909年まで日本で最初に編纂に着手された市史である『大阪市史』の編纂に主任として従事し、ほとんどの部分を一人で書き上げた。
京都帝国大学文科大学講師、慶應義塾大学塾員、宮内庁臨時帝室編修官ののち、1922年東京商科大学（現一橋大学）助教授兼予科教授。1924年以降、同大学で日本経済史を担当。1928年から1930年まで文部省海外研修生としてオランダデン・ハーグに留学。1930年6月、東京商科大学教授に昇格。1934年退官し、1939年まで東京商科大学講師。1940年慶應義塾大学教授。1944年同名誉教授。指導学生に増田四郎、吉田小五郎、林基、津田礼次郎、高橋碩一、柿原謙一等がいる。
1928年に『日本経済史研究』を公刊、1930年「武家ノ金融ニ関スル研究」で慶應義塾大学文学博士。江戸時代の経済史、とくに大坂・江戸を中心とする商業史、都市史、都市文化史などに業績をあげ、日欧交通史にも開拓的研究がある。
1932年から1935年にかけて、『渋沢栄一伝記資料』の編纂主任を務めた。墓所は池上本門寺。

## 著書

### 単著
- 『歴山大王』博文館 世界歴史譚 第17編 1900。中村不折画、doi:10.11501/782239
- 『外国中地理』金港堂 1900
- 『東洋歴史』博文館 帝国百科全書 1902
- 『大塩平八郎』東亜堂書店 1910、doi:10.11501/991732
  - 『大塩平八郎』（改訂）創元社、1942年。
  - 『大塩平八郎』中公文庫、1977年。
- 『読史余録』大岡山書店 1928
- 『日本経済史研究』大岡山書店 1928
- 『和蘭夜話』同文館 1931
- 『江戸と大阪』冨山房 1934
  - 『江戸と大阪』（増補）冨山房、1942年。
  - 『江戸と大阪』冨山房〈冨山房百科文庫48〉、1995年。
- 『和蘭雑話』第一書房 1934
- 『番傘・風呂敷・書物』書物展望社 1939
- 『史話東と西』中央公論社 1940
- 『聖フランシスコ・ザビエー小傳』創元社<日本文化名著選> 1941、doi:10.11501/1244476
  - 『聖フランシスコ・ザビエー小傳』（3版）創元社、1946年。
  - 『聖フランシスコ・ザビエー小傳』（4版）創元社、1949年。
- 『日欧通交史』岩波書店 1942
- 『史話南と北』慶応出版社 1948
- 『凡人の半生』共立書房 1948
- 『書誌学』慶応通信 1957　
  - 『書誌学の話』青裳堂書店 日本書誌学大系7 1979

『幸田成友著作集』中央公論社 全7巻　
- 『幸田成友著作集 第1巻 (近世経済史篇 1)』1972年。
- 『幸田成友著作集 第2巻 (近世経済史篇 2)』1972年。
- 『幸田成友著作集 第3巻 (日欧通交史篇 1)』1971年。
- 『幸田成友著作集 第4巻 (日欧通交史篇 2)』1972年。
- 『幸田成友著作集 第5巻 (史伝篇)』1972年。
- 『幸田成友著作集 第6巻 (書誌篇)』1972年。
- 『幸田成友著作集 第7巻 (雑纂)』1972年。
- 『幸田成友著作集 別巻 (総索引)』1974年。

### 共著
- 『外国地理』喜田貞吉共著 金港堂 1899
- 『日本地理』喜田貞吉共著 金港堂 1899
- 『西洋史講義』坂本健一共著 歴史及地理講習会 1902、吉川弘文館 1904

### 編纂
- 『丸善社史』（幸田成友 編）丸善、1951年。